# Saqqaq
Saqqaq (anteriormente: Sarqaq ou Solsiden)  é uma localidade da Groelândia, localizada no município Qaasuitsup. Foi fundada em 1755 e em 2010 tinha 188 habitantes.

## Geografia
Saqqaq localiza-se no sul da Península de Nuussuaq, perto de Qeqertaq e a 94,5 km a noroeste de Ilulissat.

## População
Em 1991 Saqqaq tinha 126 habitantes, chegando a 214 em 2002 (Pico da população nas 2 últimas décadas) e em 2010 tinha 188 habitantes.